# Batis crypta
Batis crypta е вид птица от семейство Platysteiridae.

## Разпространение
Видът е разпространен в Малави и Танзания.